# Зеб (Оклахома)
Зеб (англ. Zeb) — переписна місцевість (CDP) в США, в окрузі Черокі штату Оклахома. Населення — 520 осіб (2020).

## Географія
Зеб розташований за координатами 35°47′48″ пн. ш. 95°3′18″ зх. д. / 35.79667° пн. ш. 95.05500° зх. д. (35.796588, -95.055116).  За даними Бюро перепису населення США в 2010 році переписна місцевість мала площу 22,18 км², з яких 22,18 км² — суходіл та 0,00 км² — водойми.

## Демографія
Згідно з переписом 2010 року, у переписній місцевості мешкало 497 осіб у 191 домогосподарстві у складі 150 родин. Густота населення становила 22 особи/км².  Було 217 помешкань (10/км²).
Расовий склад населення:
| - 55,3 % — білих - 34,4 % — корінних американців |

До двох чи більше рас належало 9,5 %. Частка іспаномовних становила 3,0 % від усіх жителів.
За віковим діапазоном населення розподілялося таким чином: 24,9 % — особи молодші 18 років, 61,8 % — особи у віці 18—64 років, 13,3 % — особи у віці 65 років та старші. Медіана віку мешканця становила 38,7 року. На 100 осіб жіночої статі у переписній місцевості припадало 95,7 чоловіків;  на 100 жінок у віці від 18 років та старших — 96,3 чоловіків також старших 18 років.
Середній дохід на одне домашнє господарство  становив 57 704 долари США (медіана — 41 833), а середній дохід на одну сім'ю — 67 517 доларів (медіана — 48 750). За межею бідності перебувало 8,3 % осіб, у тому числі 15,2 % дітей у віці до 18 років та 7,7 % осіб у віці 65 років та старших.
Цивільне працевлаштоване населення становило 268 осіб. Основні галузі зайнятості: освіта, охорона здоров'я та соціальна допомога — 37,3 %, публічна адміністрація — 19,4 %, науковці, спеціалісти, менеджери — 8,2 %, будівництво — 7,5 %.